# NGC 208
NGC 208 (ook wel GC 5114, MCG +00-02-118, PGC 2420 of ZWG 383.64) is een spiraalvormig sterrenstelsel in het sterrenbeeld Vissen. Het hemelobject werd op 5 oktober 1863 ontdekt door de Duitse astronoom Albert Marth.